# Cervignano del Friuli
Cervignano del Friuli är en ort och kommun i regionen Friuli-Venezia Giulia i Italien och tillhörde tidigare även provinsen Udine som upphörde 2018. Kommunen hade 13 811 invånare (2018).